# Спомен подручје Доња Градина
Спомен подручје Доња Градина je споменик посвећен жртвама нацистичког злочина почињеног у периоду нацистичког терора од 1941 - 1945. године над Србима, Јеврејима, Ромима и осталим народима који су се противили нацистичком режиму тадашње НДХ - Логор Доња Градина.
Логор Јасеновац је други по броју ликвидираних логораша у концетрационим логорима Другог светског рата.
Спомен подручје Доња Градина заузима простор од 116 хектара на десној обали реке Саве, а у току другог светског рата спомен подручје било је саставни дeо логора Јасеновац на ком је погубљено и сахрањено око 360.000 жртава. Музеј на отвореном уређен је на начин да обезбeди аутентичност меморијалног комплекса са минималним интервенцијама у простору, обeлежене су масовне гробнице и изграђене су стазе, расвета, путеви, паркиралиште и хортикултурно уређење комплекса, а својим посјетиоцима пружа информације о догађајима, исписаним на каменим плочама и постављеном сигнализацијом на пешачким стазама.
Спомен подручје Доња Градина у току године посети око 30.000 посетилаца.